# Le Grand-Abergement

Le Grand-Abergement este o comună în departamentul Ain din estul Franței.